# Лапьер, Доминик
Доминик Лапьер (фр. Dominique Lapierre, 30 июля 1931[…], Шатлайон-Плаж, Франция — 2 декабря 2022, Сен-Максим, Франция) — французский писатель.

## Биография
Доминик Лапьер родился в Шательайон-Плаж, Приморская Шаранта, Франция.
В возрасте тринадцати лет он отправился в США со своим отцом, который был дипломатом (генеральным консулом Франции). Он учился в иезуитской школе в Новом Орлеане, работал разносчиком газет в New Orleans Item. Любил путешествия, интересовался автомобилями.
Лапьер отремонтировал автомобиль Nash 1927 года, который ему подарила мать, и решил путешествовать по Соединённым Штатам во время летних каникул. Чтобы заработать себе на жизнь, он раскрашивал почтовые ящики. Позже он получил стипендию для изучения цивилизации ацтеков в Мексике. Он путешествовал автостопом по США. вел авантюрную жизнь, писал статьи, мыл окна в церквях, читал лекции и даже нашёл работу чистильщиком сирен на корабле, возвращающемся в Европу. Однажды водитель грузовика, который подобрал его по дороге в Чикаго, украл его чемодан. Он нашёл водителя раньше, чем полиция. The Chicago Tribune заплатила ему 100 долларов за эксклюзивный рассказ. Его двадцать тысяч миль приключений, начавшихся всего с тридцатью долларами в кармане, привели к написанию его первой книги «Доллар за тысячу километров». Он стал одним из бестселлеров послевоенной Франции и других европейских стран.
Когда Лапьеру было восемнадцать, он получил стипендию Фулбрайта для изучения экономики в колледже Лафайет в Истоне, штат Пенсильвания, который он окончил в 1952 году. В том же году он купил кабриолет Chrysler 1937 года выпуска за 30 долларов и влюбился в модного редактора. Они поженились в мэрии Нью-Йорка в свой 21-й день рождения и поехали в Мексику на старом «Крайслере» в свой медовый месяц. Имея в кармане всего 300 долларов, их хватило только на бензин, бутерброды и дешевые номера в мотелях дальнобойщиков. В Лос-Анджелесе они выиграли ещё 300 долларов на радио-игровом шоу для Campbell Soup. Приз включал в себя ящик супа, который был их единственной едой в течение трех недель. Лапьер продал Chrysler за 400 долларов в Сан-Франциско и купил два билета на рейс SS President Cleveland для Японии. Медовый месяц продлился год. Они проехали через Японию, Гонконг, Таиланд, Индию, Пакистан, Иран, Турцию и Ливан. Когда они вернулись во Францию, Лапьер написал свою вторую книгу «Медовый месяц вокруг Земли».
По возвращении в Париж после медового месяца он был призван во французскую армию. После года службы в танковом полку его перевели в штаб ШАПИ на должность переводчика. Однажды в столовой он встретил молодого американского капрала Ларри Коллинза, выпускника Йельского университета и призывника. Они мгновенно стали друзьями. Когда Коллинза выписали, ему предложили работу в Procter & Gamble. За два дня до сообщения о новой работе United Press предложила ему работу автора субтитров в их парижском офисе за гораздо меньшие деньги, чем предлагала Procter & Gamble. Коллинз принял предложение United Press, и вскоре Newsweek предложил ему стать их корреспондентом на Ближнем Востоке. Когда Лапьера выписали, он нашёл работу репортера в журнале Paris Match. Коллинз стал крестным отцом первого ребёнка Лапьеров, Александры. Несколько раз Коллинз и Лапьер встречались во время выполнения задания. Несмотря на их дружбу, им приходилось соревноваться друг с другом за истории. Но они решили объединить усилия, чтобы рассказать большую историю, которая понравится как французской, так и англоязычной аудитории. Их первый бестселлер «Горит ли Париж?» продано около десяти миллионов копий на тридцати языках. В этой книге они смешали современную технику журналистских расследований с классическими методами исторического исследования.
После этого они провели четыре года в Иерусалиме, реконструируя рождение Государства Израиль для книги «О Иерусалим!». Лапьер гордился тем, что, проведя много времени в Иерусалиме, близко знал каждый переулок, площадь, улицу и здание в Священном городе.
Две книги Лапьера - Горит ли Париж? (в соавторстве с Ларри Коллинзом) и «Город радости» — по ним сняты фильмы. Лапьер и Коллинз вместе написали ещё несколько книг, последняя из которых — «Горит ли Нью-Йорк?». (2005), до смерти Коллинза в 2005 году.
Лапьер бегло говорил по-бенгальски.
«Город радости» рассказывает о незамеченных героях трущоб Пилхана в Калькутте. Лапьер пожертвовал половину гонорара, полученного от этой книги, на поддержку нескольких гуманитарных проектов в Калькутте, включая приюты для прокаженных и детей, больных полиомиелитом, диспансеры, школы, реабилитационные мастерские, образовательные программы, санитарные акции и госпитальные лодки. Для обработки и направления благотворительных средств он основал ассоциацию «Действие помощи детям прокаженных в Калькутте» (зарегистрированную во Франции под официальным названием «Действие для детей прокаженных Калькутты»). Зная о коррупции в Индии, он организовал все свои денежные переводы в Индию таким образом, чтобы гарантировать, что деньги попадут к нужному человеку для правильной цели. Его жена с 1980 года, Доминик Коншон-Лапьер, была его партнёром в фонде «Город радости».
Гонорары от Five Past Midnight в Бхопале идут в клинику Sambhavna в Бхопале, которая оказывает бесплатную медицинскую помощь жертвам катастрофы Union Carbide в Бхопале в 1984 году. Лапьер также основал начальную школу в Ория Басти, одном из поселений, описанных в «Пять после полуночи» в Бхопале.
В возрасте шести лет он увлекся автомобилями. Каждое лето, находясь в пляжном домике своих бабушек и дедушек на Атлантическом побережье, он восхищался чудесами американских автомобилей своего дяди. Когда он был студентом по программе Фулбрайта по обмену в колледже Лафайет, он купил за тридцать долларов кабриолет Chrysler Royal, который нашёл на свалке. Сорок пять лет спустя он увидел фотографию того же Chrysler во французском журнале о старинных автомобилях. Автомобиль собирались продать с аукциона в Пуатье. Он бросился на аукцион, сделал ставку и выиграл её. Когда он был студентом Парижского университета, он приобрел старую машину Amil, на которой они с однокурсником доехали до Анкары, столицы Турции. Он рассказывал истории о том, как он вёл машину задним ходом, чтобы иметь достаточный крутящий момент для преодоления горных перевалов. Позже, на Rolls-Royce, который он купил на свое сорокалетие, он проехал из Бомбея в Сен-Тропе через Пакистан, Афганистан, Иран и Турцию.
Лапьер был награждён Падма Бхушан, третьей высшей гражданской наградой Индии в списке наград Дня Республики 2008 года.
Лапьер умер 2 декабря 2022 года в возрасте 91 года.